# Liste des édifices labellisés « Patrimoine du XXe siècle » de l'Allier

Cet article recense les monuments historiques protégés au titre du Patrimoine du XXe siècle du département de l'Allier, en France.

## Liste
| Monument                                              | Commune             | Adresse                               | Coordonnées                      | Notice         | Date | Illustration                                        |
| ----------------------------------------------------- | ------------------- | ------------------------------------- | -------------------------------- | -------------- | ---- | --------------------------------------------------- |
| Maison Seive                                          | Cusset              | Roux (avenue) 16                      | 46° 08′ 17″ nord, 3° 26′ 47″ est | « PA03000025 » | 2005 | Image manquante Téléverser                          |
| Villa de la Tronçais                                  | Fleuriel            |                                       | 46° 17′ 21″ nord, 3° 09′ 45″ est | « PA03000050 » | 2016 | Image manquante Téléverser                          |
| Hôpital de la Charité                                 | Lavault-Sainte-Anne |                                       | 46° 18′ 56″ nord, 2° 35′ 30″ est | « PA03000028 » | 2006 | Hôpital de la Charité                               |
| Villa de la Louvière                                  | Montluçon           |                                       | 46° 20′ 32″ nord, 2° 37′ 01″ est | « PA00132730 » | 1994 | Villa de la Louvière                                |
| Café américain                                        | Moulins             | Anatole-France (cours) 23             | 46° 34′ 05″ nord, 3° 19′ 59″ est | « PA00093187 » | 1978 | Café américain                                      |
| Gare                                                  | Néris-les-Bains     |                                       | 46° 17′ 10″ nord, 2° 39′ 07″ est | « PA00093244 » | 1975 | Gare                                                |
| Centre culturel Valery-Larbaud                        | Vichy               | Maréchal-Foch (rue du) 15             | 46° 07′ 20″ nord, 3° 25′ 23″ est | « PA03000008 » | 2000 | Centre culturel Valery-Larbaud                      |
| Villa Manon                                           | Vichy               | Hubert-Colombier (rue) 10             | 46° 07′ 18″ nord, 3° 25′ 22″ est | « PA00093356 » | 1988 | Villa Manon                                         |
| Villa Saint-Michel-Archange                           | Vichy               | Hubert-Colombier (rue) 18             | 46° 07′ 20″ nord, 3° 25′ 23″ est | « PA00093359 » | 1988 | Villa Saint-Michel-Archange                         |
| Hôtel de ville                                        | Vichy               |                                       | 46° 07′ 28″ nord, 3° 25′ 42″ est | « PA00093396 » | 1990 | Hôtel de ville                                      |
| Ancien Hôtel Ruhl Palais des Parcs Ancien hôtel Radio | Vichy               | Russie (boulevard de) 15              | 46° 07′ 20″ nord, 3° 25′ 07″ est | « PA00093402 » | 1991 | Ancien Hôtel RuhlPalais des ParcsAncien hôtel Radio |
| Immeuble                                              | Vichy               | Paris (rue de) 39                     | 46° 07′ 36″ nord, 3° 25′ 35″ est | « PA00093408 » | 1991 | Immeuble                                            |
| Villa Parva                                           | Vichy               | Hubert-Colombier (rue) 16             | 46° 07′ 19″ nord, 3° 25′ 22″ est | « PA00093358 » | 1988 | Villa Parva                                         |
| Ancien hôtel des Ambassadeurs                         | Vichy               | Parc (rue du) 1                       | 46° 07′ 26″ nord, 3° 25′ 08″ est | « PA00093401 » | 1991 | Ancien hôtel des Ambassadeurs                       |
| Villa Charlotte, dite aussi Victor Hugo               | Vichy               | Hubert-Colombier (rue) 5              | 46° 07′ 18″ nord, 3° 25′ 22″ est | « PA00093352 » | 1988 | Villa Charlotte, dite aussi Victor Hugo             |
| Pharmacie du Parc                                     | Vichy               | Président-Wilson (rue du) 26          | 46° 07′ 32″ nord, 3° 25′ 15″ est | « PA00093404 » | 1991 | Pharmacie du Parc                                   |
| Source Lardy                                          | Vichy               | Maréchal-Lyautey (rue du) 111         | 46° 07′ 15″ nord, 3° 25′ 33″ est | « PA00093350 » | 1986 | Source Lardy                                        |
| Maison Art Nouveau                                    | Vichy               | Strasbourg (rue de) 50                | 46° 07′ 19″ nord, 3° 25′ 52″ est | « PA00093346 » | 1987 | Maison Art Nouveau                                  |
| Confiserie Aux Marocains                              | Vichy               | Georges-Clemenceau (rue) 33           | 46° 07′ 33″ nord, 3° 25′ 21″ est | « PA00093397 » | 1990 | Confiserie Aux Marocains                            |
| Villa Jacob                                           | Vichy               | Hubert-Colombier (rue) 3              | 46° 07′ 18″ nord, 3° 25′ 21″ est | « PA00093354 » | 1988 | Villa Jacob                                         |
| Immeuble                                              | Vichy               | Salignat (rue) 36                     | 46° 07′ 28″ nord, 3° 25′ 33″ est | « PA00093403 » | 1991 | Immeuble                                            |
| Temple protestant                                     | Vichy               | Docteur-Max-Durand-Fardel (rue du) 10 | 46° 07′ 38″ nord, 3° 25′ 15″ est | « PA03000017 » | 2002 | Temple protestant                                   |
| Villa Le Mesnil                                       | Vichy               | Hubert-Colombier (rue) 12             | 46° 07′ 19″ nord, 3° 25′ 22″ est | « PA00093357 » | 1988 | Villa Le Mesnil                                     |
| Chalet du gardien                                     | Vichy               | Hubert-Colombier (rue) 20             | 46° 07′ 20″ nord, 3° 25′ 23″ est | « PA00093341 » | 1988 | Chalet du gardien                                   |
| Villa Art Nouveau                                     | Vichy               | Hubert-Colombier (rue) 14             | 46° 07′ 19″ nord, 3° 25′ 22″ est | « PA00093351 » | 1988 | Villa Art Nouveau                                   |
| Villa du docteur Maire                                | Vichy               | Golf (rue du) 1                       | 46° 07′ 40″ nord, 3° 24′ 57″ est | « PA00093405 » | 1991 | Villa du docteur Maire                              |
| Villa Anne-Marie                                      | Vichy               | Albert-Londres (rue) 8                | 46° 07′ 24″ nord, 3° 25′ 44″ est | « PA00093384 » | 1989 | Villa Anne-Marie                                    |
| Kiosque du parc des Bourins                           | Vichy               |                                       | 46° 07′ 04″ nord, 3° 25′ 47″ est | « PA00093345 » | 1986 | Kiosque du parc des Bourins                         |